# 太田 (高松市)
太田（おおた）は香川県高松市中部にある一地区で、高松市役所太田出張所の管内。三条町、今里町、今里町一丁目、今里町二丁目、松縄町、伏石町、太田下町、太田上町の8町からなる。かつては大部分が「香川郡太田村」（おおたそん）として存在し、1940年2月11日に高松市に編入された。
高松市中心部に隣接し、近年になって交通の便も良い為に高松市有数のベッドタウンとなっている。地区内の太田駅周辺地区と三条駅周辺地区は高松都市圏に8ある地域拠点の2つを形成する。

## 地理
地区は高松市中部に位置し、御坊川を挟んで高松市中心部に隣接した南北に細長い地区である。人口は2009年時点で3万5799人（男1万7301人/女1万8498人）、世帯数は1万4915世帯で、平成の大合併以後も本庁地区を除く高松市内の地区で人口・世帯数ともに最多である。面積は6.02km2、人口密度は1平方キロメートルあたり6051.5人。面積は高松市内の地区では平均的であるが、人口密度はやはり本庁地区を除く高松市内の地区の中で最高である。高松市中心部の外縁に位置し、連続した市街地を有する。

### 地形
全域が高松平野の一部で、地区の北西端を御坊川が流れる。野田池をはじめとした大きなため池が3つあり、もともと農村地帯であったため小さなため池も所々に存在する。
- 山：なし
- 川：御坊川
- 湖沼：野田池、太田池、蓮池

### 土地利用
北西部の御坊川周辺の地域は高松市中心部と直接隣接しているためほとんどが住宅密集地である。この地区は南北に細長く、大きく分けて2つの集落が存在しそれぞれ人口が集中している。一つは太田上町、太田下町地域で、もう一つはレインボーロードやサン・フラワー通りがある伏石町、松縄町、今里町地域である。太田上町、太田下町地域は戦後に琴電太田駅の沿線の地域として発展したため、狭く入り組んだ道に住宅が密集している。それに対して伏石町、松縄町、今里町地域は二度にわたる区画整理(太田第1、第2土地区画整理事業)が行われ、新興住宅や高層マンション、多数の郊外型ショッピングセンターが立地し、高松市内で近隣商業活動が最も活発な地域の一つである。

### 人口
| \| 2002年（平成14年） \| 33,847人 \| \| \| 2003年（平成15年） \| 34,415人 \| \| \| 2004年（平成16年） \| 34,988人 \| \| \| 2005年（平成17年） \| 35,291人 \| \| \| 2006年（平成18年） \| 35,504人 \| \| \| 2007年（平成19年） \| 35,701人 \| \| \| 2008年（平成20年） \| 35,753人 \| \| \| 2009年（平成21年） \| 35,748人 \| \| \| 2010年（平成22年） \| 35,799人 \| \| \| 2011年（平成23年） \| 36,130人 \| \| \| 2012年（平成24年） \| 36,430人 \| \| |          |  |
| 高松市 / 登録人口（10月1日時点） |          |  |
| 2002年（平成14年） | 33,847人 |  |
| 2003年（平成15年） | 34,415人 |  |
| 2004年（平成16年） | 34,988人 |  |
| 2005年（平成17年） | 35,291人 |  |
| 2006年（平成18年） | 35,504人 |  |
| 2007年（平成19年） | 35,701人 |  |
| 2008年（平成20年） | 35,753人 |  |
| 2009年（平成21年） | 35,748人 |  |
| 2010年（平成22年） | 35,799人 |  |
| 2011年（平成23年） | 36,130人 |  |
| 2012年（平成24年） | 36,430人 |  |

### 高松市太田出張所管内
- 今里町、今里町一丁目、今里町二丁目 760-0078
- 松縄町 760-0079
- 伏石町 761-8071
- 太田上町 761-8074
- 太田下町 761-8073
- 三条町 761-8072

## 歴史
1940年2月11日、太田村が屋島町、古高松村、木太村、鷺田村とともに高松市に編入された（高松市第4次合併）。かつて香川郡太田村、伏石村、松縄村、今里村と万蔵村の一部（現・三条町）であった地域で、1890年2月15日の町村制施行に伴い太田村、伏石村、松縄村、今里村の現在の太田地区4村と福岡上村（現・上福岡町、観光町）の5村が合併して太田村が発足した。なおこの時、現・三条町の部分は万蔵（ばんぞう）村の一部として坂田村、勅使村、馬場村、沖村とともに鷺田村（現・鶴尾地区）となった。
その16年後の1956年に行われた昭和の大合併（高松市第5次合併）では市域が一気に拡大したため、市民サービスの窓口として第4次合併で編入されていた市域も含めそれぞれに高松市の出先機関である「出張所」が設置された。このとき、旧太田村には太田出張所が設置されたが、旧村内のうち上福岡町と観光町は市役所本庁の管轄として出張所の管内とはならず、さらに本来ならば鶴尾出張所管内になる旧鷺田村の一部の三条町が太田出張所の管内に組み入れられた。
高松市に合併された時点のこの地区はまだ純粋な農村地帯であり、一面に田が広がっていた。戦後になり高松市中心部のベッドタウンとしての傾向が強くなる。その傾向に拍車をかけたのは戦後まもなく始まった太田第1土地区画整理事業で、上福岡町と今里町のほとんどが区画整理され、その後の太田第2土地区画整理事業では松縄町、伏石町のほとんどが区画整理された。これらは地区内の面積の約半分にあたる。それによって出現したレインボーロードやサン・フラワー通り周辺は20世紀末から21世紀にかけて郊外型の近隣商業が集積し急速に発展した。

### 年表
高松市編入以前は「太田村」を参照
- 1940年（昭和15年）2月11日 - 香川郡太田村が高松市に合併（高松市第4次合併）。
  - 旧大字の区域を継承した今里町、松縄町、伏石町、太田上町、太田下町と旧大字福岡上の区域に観光町、上福岡町を設置。
- 1949年（昭和24年）4月1日 - 高松市立太田中学校（旧）を廃し、高松市立桜町中学校へ統合。
- 1954年（昭和29年） - 香川県立聾学校が昭和町より移転。
- 1956年（昭和31年）
  - 3月1日 - 高松琴平電気鉄道琴平線三条駅開業。
  - 9月30日 - 高松市第5次合併に伴う市域拡大により「太田出張所」開所。高松市太田地区成立。
- 1974年（昭和49年）4月1日 - 高松市立中央小学校開校。太田小学校より211名転出。
- 1976年（昭和51年）4月1日 - 高松市立太田南小学校開校。太田小学校より724名転出。
- 1982年（昭和57年）4月1日 - 高松市立太田中学校開校。
- 1987年（昭和62年）2月20日 - 太田第2土地区画整理事業開始。
- 1993年（平成5年）9月3日 - 高松東バイパス、水田交差点（川添地区）～上天神町交差点（鶴尾地区）間が開通。
- 1998年（平成10年）6月20日 - 太田第2土地区画整理事業による道路整備でレインボーロード開通。
- 2002年（平成14年）
  - 4月27日 - 太田第2土地区画整理事業による道路整備でサン・フラワー通り開通。
  - 7月30日 - 太田第2土地区画整理事業による道路整備で高松市道木太鬼無線、宮前公民館前交差点（木太地区）～気象台東交差点（サン・フラワー通り交点）間が開通。
- 2003年（平成15年）3月30日 - 高松自動車道高松中央IC-高松西IC開通。地区の真ん中を通過しているが地区内にICは無し。
- 2009年（平成21年）3月29日 - 太田第2土地区画整理事業の道路整備が完成し、竣工式が行われる。

## 経済
高松市の平均と比較して第一次産業（-2.4%）及び第二次産業従事者（-0.9%）の割合が低いかやや低く、第三次産業従事者（+3.3%）の割合が高くなっている。

### 第一次産業
- 就業者数：170人、構成比：1.1%（2005年国勢調査）[3]

地区内には住宅地の間を縫うような虫食い状の農地が点在している。
- 米

### 第二次産業
- 就業者数：2949人、構成比：18.5%（2005年国勢調査）[3]

地区内に大規模な第二次産業集中地帯は無いが、中小の工場が点在している。

### 第三次産業
- 就業者数：1万2811人、構成比：80.4%（2005年国勢調査）[3]

主な商業施設
- ゆめタウン高松
- ハローズ高松レインボー店 - 天満屋ハピータウン跡に居抜き出店。
- マルヨシセンター松縄店
- 四季食彩館ムーミー太田店
- 業務スーパー高松太田店
- ヤマダデンキテックランドNew高松レインボー通り店 - 高松レインボー通り店はハローズと同一建物内に移転。旧店舗はヤマダアウトレット高松店となるも2023年に閉店。
- 宮脇書店南本店

主な企業
- 百十四銀行事務センター（振込支店[4]）・太田支店・高松コンサルティングプラザ[5]
- 香川銀行今里支店・三条支店・伏石支店
- 高松信用金庫レインボー支店・太田支店
- 中国銀行高松南支店
  - かつては田村町の峰山口交差点角に位置していたが、高松自動車道建設にともなう国道11号高松南バイパスの道路拡張による立ち退きでここに移転した。
- 四国銀行伏石支店
- NTT西日本-四国香川事業部

## 教育
市立の小中学校区は南北に細長い地区の特性上、様々な校区が入り乱れている。
小学校・中学校
太字の校名は地区内に位置する学校。
- 高松市立栗林小学校
- 高松市立太田小学校
- 高松市立中央小学校
- 高松市立太田南小学校
- 高松市立桜町中学校
- 高松市立太田中学校
- 高松市立木太中学校

| 小学校       | 中学校     | 校区 |
| ------------ | ---------- | --- |
| 栗林小学校   | 桜町中学校 | 藤塚町一丁目（1番除く）、藤塚町二丁目、栗林町一丁目、栗林町二丁目、栗林町三丁目、桜町一丁目、桜町二丁目、楠上町一丁目、楠上町二丁目、花ノ宮町一丁目、花ノ宮町二丁目、花ノ宮町三丁目、室町、室新町、上之町一丁目、上之町二丁目、上之町三丁目、今里町一丁目（1～7、436、437、439～442、480、482、485、488～494、496～500、502、521、523～534、538～540番地）、藤塚町 |
| 太田小学校   | 桜町中学校 | 今里町、今里町一丁目（栗林小学校区を除く）、伏石町987番地～1044番地、1296番地～1429番地、1499番地、1515番地～1620番地、2001番地～2054番地、三条町61番地～71番地、314番地～526番地、533番地～676番地、694番地3 |
| 太田小学校   | 太田中学校 | 伏石町707番地～743番地、838番地2・6、839番地2・4、842番地～985番地、1045番地～1088番地、2055番地～2077番地、2087番地～2090番地、2108番地～2112番地、2124番地～2127番地、三条町14番地～60番地、72番地～313番地、527番地1、528番地、531番地、532番地、太田下町（太田南小学校区を除く）                                                                               |
| 太田南小学校 | 太田中学校 | 太田上町、太田下町1332番地1～1407番地、1622番地～2350番地、2361番地～2454番地3、2454番地7・8、2471番地2・3、2471番地5～2472番地、2593番地1～2603番地、2634番地～2769番地、3001番地～3041番地、三条町1番地～13番地2 |
| 中央小学校   | 木太中学校 | 今里町二丁目、松縄町、伏石町2078番地～2086番地、2091番地～2107番地、2113番地～2123番地、2128番地～2180番地、木太町5004番地～5116番地 |

特別支援学校
- 香川県立聴覚支援学校

幼稚園・保育所
- 市立太田保育所
- 市立今里保育所
- 私立くにとう幼稚園
- 私立青空幼稚園
- 私立こぶし今里保育園
- 私立太田西保育園

## 行政
この地区は1940年以降高松市の一部であるため地区単独での自治権はもたない。この地区の行政サービスの中心としては高松市太田出張所があり各種住民サービスに対応している。またそこは公民館も兼ねていて太田コミュニティセンターとして地域交流・生涯学習の中心となっている。その他、地区内には小学校区ごとに太田中央コミュニティセンター、太田南コミュニティセンターも存在する。また伏石町には2017年まで高松地方気象台があり、香川県の気象観測を行っていた。
主な行政施設
- 高松市太田出張所
- 高松南警察署今里交番
- 高松市南消防署太田出張所
- 高松地方気象台 - 2017年11月9日に高松サンポート合同庁舎南館に移転し、当地では無人での観測のみとなっている。

## 生活
公共施設
| - 太田コミュニティセンター（公民館） - 太田中央コミュニティセンター（公民館） - 太田南コミュニティセンター（公民館） - 高松太田郵便局 - 高松伏石郵便局 - 松縄北公園 - 松縄東公園 | - 松縄西公園 - 今里西脇公園 - 今里東脇公園 - 今里中央公園 - 今里楠川公園 - 伏石中公園 - 居石ふれあい公園 | - 三軒屋公園 - 松縄天満公園 - 松縄下所公園 - 伏石南公園 - 今里中央公園 - 伏石中央公園 - 太田中央公園 |

## 交通
ことでん太田駅を中心として自然発生的に発展した太田上町・太田下町と、区画整理に伴う道路整備で人工的に発展した伏石町・松縄町・今里町では交通体系が大きく異なっている。なお、三条町はことでん三条駅が町の中心から離れた場所に位置するためその恩恵を受けられる部分が一部に限られており、また区画整理なども行われていないが、中心を通過する塩江街道（香川県道280号高松香川線、旧・国道193号）がもたらす高松市中心部からのスプロールによりマンションなどが林立した地域である。
太田駅を中心とした太田上町・太田下町は駅に近く、公共交通機関の利便性には恵まれているが、一方で農村地帯であった頃のあぜ道などがそのまま生活道路として利用されているため、対向すらできない狭隘な道路が多く存在する。さらに、そこに住宅が密集しているため、特にラッシュ時を中心に道路は飽和状態となっている。
それに対し、区画整理により道路を中心とした町づくりが行われた今里町・松縄町・伏石町は道路状態が良く、国道11号バイパスも通っているなど自動車による交通アクセスは良いが、駅が遠い場合が多く、自動車の保有を前提とした新興住宅などが多い。
また、高松市中心部に向かうには太田駅や三条駅の場合は公共交通機関の利用の他、それ以外の地域でも自転車による通勤・通学も可能な距離である。しかし、高松市内の他の地区に向かうにはその地区の公共交通機関が脆弱な地区が多いため、やはり自家用車での移動が中心になる。

### 道路
この地区は高松平野のほぼ中心に位置していることから市内からの交通アクセスが良く、国道11号高松東バイパスを中心に県道、市道を問わず多くの幹線道路が通過している。
生活道路の道路概況は地区の大半を占める区画整理の事業区域内とそれ以外の地域で大きく異なる。今里町、松縄町、伏石町ではほぼ全域が区画整理され、車社会を見据えた整然とした町並みを形成している。一方、区画整理されていない三条町、太田下町、太田上町では農村地帯であった頃のあぜ道などがそのまま道路になっていることから、特に家屋が密集する太田駅周辺を中心に自動車の対向すら困難な狭隘な道路が多い。
国道
- 国道11号高松東バイパス

主要地方道
- 香川県道10号高松長尾大内線別線（高松市道室町新田線と重複）
- 香川県道43号中徳三谷高松線別線2（伏石街道）

一般県道
- 香川県道147号太田上町志度線
- 香川県道163号栗林停車場今里線
- 香川県道166号岩崎高松線（仏生山街道）
- 香川県道171号国分寺太田上町線
- 香川県道280号高松香川線（塩江街道、旧国道193号）

市道
- レインボーロード
- サン・フラワー通り
- 高松市道室町新田線（パークロード）
- 高松市道木太鬼無線

### 鉄道
中心駅はことでん太田駅で、地区内に位置する唯一の駅である。また、同じことでんの三条駅は三条町ではなく隣接する本庁地区上之町との境界付近に位置する駅であるが、三条町と伏石町ではこの駅が最寄り駅である。なお、国道11号高松東バイパスとの交差地点に伏石駅を建設中である。伏石駅は伏石町ではなく太田下町に所在するが、太田上町に所在する太田駅との混同を避けるためこの駅名となった。
ことでん
- 琴平線：太田駅

### バス
全線がJR高松駅発ことでん瓦町駅経由で、ことでんバス塩江線と徳島西部交通穴吹線は同じ塩江街道を路線として塩江地区及び徳島県美馬市穴吹へ至り、ことでんバス川島・西植田線はレインボーロードを路線として川島地区へと至る。
ことでんバス
塩江線：三条 - 中三名
川島・西植田線：レインボーロード入口 ジャンプ前 - レインボーロード天満屋ハピータウン・DEPO前

## メディア

### 放送
ケーブルテレビ
- ケーブルメディア四国（高松ケーブルテレビ）

地上波テレビ放送
基本的に高松市東部古高松地区の前田山にある高松局を受信する。そのほか、古い建物などでは岡山県玉野市の金甲山にある岡山局を受信している世帯もあるが、それらの世帯でもほとんどは加えて高松局も受信している。高松局を受信する場合はアナログ放送でもUHFアンテナ1本で全チャンネルが受信できるが、アナログ放送において岡山局を受信する場合はUHFアンテナとVHFアンテナの2本が必要となる。なお、デジタル放送は全てUHFアンテナ1本で済む。
| 局名                 | 局名                 | NHK高松 | NHK高松 | NHK岡山 | NHK岡山 | RNC  | KSB  | RSK  | OHK  | TSC  | 出力            | 偏波面 | 送信 場所 |
| 局名                 | 局名                 | 総合    | 教育    | 総合    | 教育    | RNC  | KSB  | RSK  | OHK  | TSC  | 出力            | 偏波面 | 送信 場所 |
| デジタルリモコン番号 | デジタルリモコン番号 | 1ch     | 2ch     | 1ch     | 2ch     | 4ch  | 5ch  | 6ch  | 8ch  | 7ch  | 出力            | 偏波面 | 送信 場所 |
| -------------------- | -------------------- | ------- | ------- | ------- | ------- | ---- | ---- | ---- | ---- | ---- | --------------- | ------ | --------- |
| 高松                 | デジタル             | 24ch    | 13ch    | -       | -       | 15ch | 17ch | 21ch | 27ch | 18ch | NHK1kW/民放500W | 水平   | 前田山    |
| 高松                 | アナログ             | 37ch    | 39ch    | -       | -       | 41ch | 33ch | 29ch | 31ch | 19ch | NHK10kW/民放5kW | 水平   | 前田山    |
| 岡山 (北讃岐)        | デジタル             | (24ch)  | (13ch)  | 32ch    | 45ch    | 20ch | 30ch | 21ch | 27ch | 18ch | 2kW(200W)       | 水平   | 金甲山    |
| 岡山 (北讃岐)        | アナログ             | -       | -       | 5ch     | 3ch     | 9ch  | 25ch | 11ch | 35ch | 23ch | V10kW/U20kW     | 水平   | 金甲山    |

地区内の松縄町にはNHK高松がラジオ送信所（NHK松縄ラジオ放送所）を置いて親局・高松局として高松都市圏一帯にラジオ第1、第2放送を放送している。この影響でNHKラジオ第2と周波数が近いABCは地区内に受信困難もしくは受信不能な場所がある。なお、NHKのラジオ放送のうちFMラジオは五色台、同じAM放送の西日本放送ラジオは隣の木太町に送信所を置いて放送している。
| AMラジオ放送 - NHK高松第1放送：1368kHz（高松局 出力5kW） - NHK高松第2放送：1035kHz（高松局 出力1kW） - 西日本放送ラジオ：1449kHz（高松局 出力5kW） | FMラジオ放送 - NHK高松FM放送：86.0MHz（高松局 出力1kW） - FM香川：78.6MHz（高松局 出力1kW） - FM高松：81.5kHz（コミュニティ放送 出力20W） |

県外波
| - NHK岡山第1放送：603kHz（岡山局 出力5kW） - NHK岡山第2放送：1386kHz（岡山局 出力5kW） - RSKラジオ：1494kHz（岡山局 出力10kW） - NHK大阪第1放送：666kHz（大阪局 出力100kW） - NHK大阪第2放送：828kHz（大阪局 出力300kW） - MBSラジオ：1179kHz（大阪局 出力50kW） - 朝日放送ラジオ：1008kHz（大阪局 出力50kW） - ラジオ大阪：1314kHz（大阪局 出力50kW） | - NHK岡山FM放送：88.7MHz（岡山局 出力1kW） - FM岡山：76.8MHz（岡山局 出力1kW） |

## 名所・旧跡・観光・レジャー
地区内に主だった観光施設や名所などは無い。

## 出身有名人
- 山下しげのり（タレント・ジャリズム）